# 4-Nitrofenol 4-monooksigenaza
4-nitrofenol 4-monooksigenaza (EC 1.14.13.167, pnpA (gen), pdcA (gen)) je enzim sa sistematskim imenom 4-nitrofenol,NAD(P)H:kiseonik 4-oksidoreduktaza (4-hidroksilacija, formira nitrit). Ovaj enzim katalizuje sledeću hemijsku reakciju
4-nitrofenol + NADPH + H+ + O2 {\displaystyle \rightleftharpoons } 1,4-benzohinon + nitrit + 2O
Ovaj enzim sadrži FAD. On katalizuje prvi korak u degradaciji 4-nitrofenola.

## Literatura
- Nicholas C. Price; Lewis Stevens (1999). Fundamentals of Enzymology: The Cell and Molecular Biology of Catalytic Proteins (Third изд.). USA: Oxford University Press. ISBN 019850229X.
- Eric J. Toone (2006). Advances in Enzymology and Related Areas of Molecular Biology, Protein Evolution (Volume 75 изд.). Wiley-Interscience. ISBN 0471205036.
- Branden C; Tooze J. Introduction to Protein Structure. New York, NY: Garland Publishing. ISBN 0-8153-2305-0.
- Irwin H. Segel. Enzyme Kinetics: Behavior and Analysis of Rapid Equilibrium and Steady-State Enzyme Systems (Book 44 изд.). Wiley Classics Library. ISBN 0471303097.

## Spoljašnje veze
- 4-nitrophenol+4-monooxygenase на 